# Robert Sarzo
Robert Sarzo (6 de octubre de 1958) es un guitarrista de origen cubano que alcanzó popularidad en la década de 1980.

## Carrera
Sarzo conoció al bajista Tony Cavazo gracias a una recomendación del vocalista de Quiet Riot, Kevin DuBrow. Ambos, el hermano de Sarzo, Rudy, y el hermano de Cavazo, Carlos, hacían parte de Quiet Riot en ese momento.
Sarzo luego se unió al mencionado Cavazo, al vocalista Kelly Hansen y al baterista Jay Schellen para formar la banda de hard rock Hurricane. Su periodo en Hurricane fue de 1985 a 1989.
Más tarde se convirtió en un productor independiente y guitarrista de estudio para reconocidas bandas como D.L. Byron y Ozzy Osbourne. Aunque Hurricane grabó un disco a manera de reunión Liquifury en el año 2001, Sarzo no se hizo partícipe del proyecto.

## Discografía destacada

### Hurricane
- Take What You Want (1985)
- Over The Edge (1988)